# Drew Mitchell
Andrew Allan Mitchell, detto Drew (Liverpool, 26 marzo 1984), è un ex rugbista a 15 australiano che giocava come ala o estremo. Vanta 71 presenze con l'Australia.

## Biografia
Nativo di Liverpool, cittadina del Nuovo Galles del Sud vicino a Sydney, e cresciuto a Brisbane nel Queensland, Mitchell praticò rugby giovanile al Pine Rivers e senior all'Università del Queensland; nel 2004 divenne professionista nelle file dei Reds, la franchise professionistica di Brisbane che milita nel Super Rugby.
In quello stesso anno fu capitano dell'Australia U-21 alla Coppa del Mondo di categoria in Scozia.
Nel 2005 esordì negli Wallabies contro il Sudafrica contribuendo alla vittoria complessiva per 30-12 con una meta; dopo la stagione 2006 firmò un contratto con la giovane franchise dei Western Force, di Perth.
Un anno più tardi giunse la convocazione per la Coppa del Mondo di rugby 2007 in Francia, in cui l'Australia arrivò fino ai quarti di finale: in tale competizione Mitchell rischiò di essere messo fuori squadra per motivi disciplinari a causa del comportamento notturno del giocatore, sorpreso a festeggiare in maniera eccessiva insieme al compagno di squadra Lote Tuqiri a diporto per locali di intrattenimento.
Nel 2009 annunciò la fine del suo rapporto con il Western Force, ufficialmente per star vicino alla famiglia e per militare in una squadra con qualche possibilità di vincere il Super 14 (benché fosse stato proprio il Force, quell'anno, la squadra australiana meglio piazzata nel torneo); firmò quindi un accordo con i Waratahs a partire dalla stagione 2010.
Prima della fine della stagione di Super Rugby 2013 si accordò, infine, con il club francese del Tolone a partire dalla stagione di campionato 2013-14.
Rientrato in Nazionale grazie a una modifica regolamentare sull'idoneità dei giocatori internazionali all'estero da parte dell'Australian Rugby Union, fu convocato alla Coppa del Mondo di rugby 2015 in Inghilterra, giungendo fino alla finale del torneo, poi persa contro i rivali della Nuova Zelanda.

## Palmarès
- Campionati francesi: 1
Tolone: 2013-14
- Champions Cup: 2
Tolone: 2013-14, 2014-15